# نیروگاه کشندی

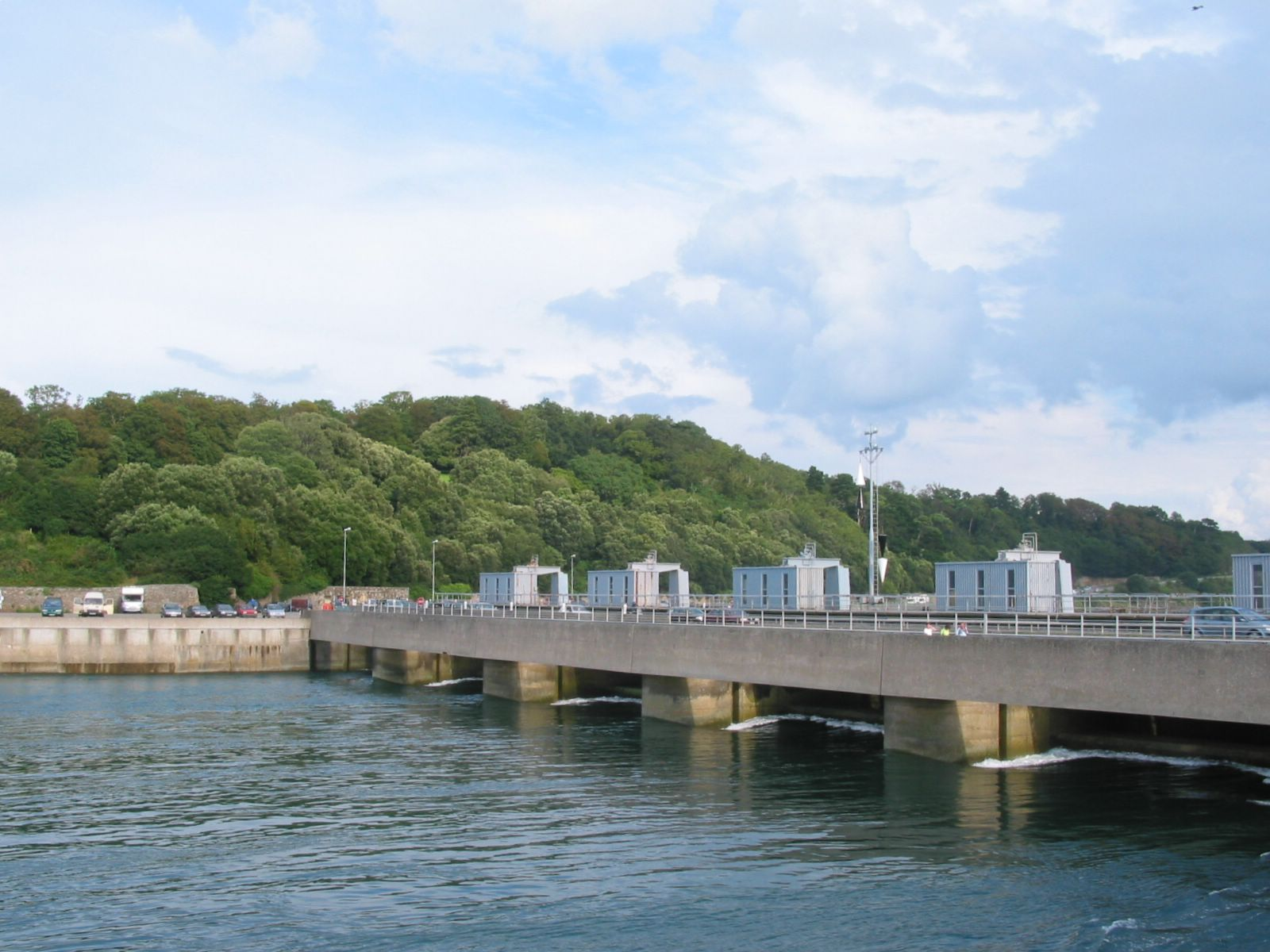
نیروگاه کشندی رانس، در فرانسه

نیروگاه کشندی یا نیروگاه جزرومدی (به انگلیسی: Tidal barrage) سازه‌ای سدمانند است که برای گرفتن انرژی از توده‌های آب در حال حرکت در داخل و خارج از خلیج یا رودخانه در اثر نیروهای جزرومدی استفاده می‌شود.